# Tatsuya Yamaguchi
Tatsuya Yamaguchi (山口 竜弥 Yamaguchi Tatsuya?, nacido el 9 de febrero de 2000 en Kanagawa) es un futbolista japonés que se desempeña como defensa.

## Trayectoria

### Clubes
| Club               | País  | Año         |
| ------------------ | ----- | ----------- |
| Gamba Osaka        | Japón | 2018 - 2021 |
| Gamba Osaka sub-23 | Japón | 2018 - 2021 |

## Estadística de carrera

### J. League
| Club               | Año   | J. League | J. League | Copa J. League | Copa J. League | Total | Total |
| Club               | Año   | Part.     | Goles     | Part.          | Goles          | Part. | Goles |
| ------------------ | ----- | --------- | --------- | -------------- | -------------- | ----- | ----- |
| Gamba Osaka        | 2018  | 0         | 0         | 0              | 0              | 0     | 0     |
| Gamba Osaka sub-23 | 2018  | 31        | 0         | -              | -              | 31    | 0     |
| Total              | Total | 31        | 0         | 0              | 0              | 31    | 0     |